# Boščinovići
Boščinovići este un sat din comuna Pljevlja, Muntenegru. Conform datelor de la recensământul din 2003, localitatea are 74 de locuitori (la recensământul din 1991 erau 112 locuitori).

## Demografie
În satul Boščinovići locuiesc 56 de persoane adulte, iar vârsta medie a populației este de 40,9 de ani (43,4 la bărbați și 38,6 la femei). În localitate sunt 21 de gospodării, iar numărul mediu de membri în gospodărie este de 3,52.
Populația localității este foarte eterogenă.
|  |

| Demografie | Demografie | Demografie |
| An         | Locuitori  | Locuitori  |
| ---------- | ---------- | ---------- |
|            |            |            |
|            |            |            |
|            |            |            |
|            |            |            |
| 1948       | 160        |            |
| 1953       | 152        |            |
| 1961       | 153        |            |
| 1971       | 127        |            |
| 1981       | 122        |            |
| 1991       | 112        | 110        |
| 2003       | 74         | 74         |

| \| Componența etnică conform recensământului din 2003[2] \| Componența etnică conform recensământului din 2003[2] \| Componența etnică conform recensământului din 2003[2] \| Componența etnică conform recensământului din 2003[2] \| Componența etnică conform recensământului din 2003[2] \| \| ----------------------------------------------------- \| ----------------------------------------------------- \| ----------------------------------------------------- \| ----------------------------------------------------- \| ----------------------------------------------------- \| \| \| \| \| \| \| \| Sârbi \| Sârbi \| \| 35 \| 47,29% \| \| Musulmani \| Musulmani \| \| 20 \| 27,02% \| \| Muntenegreni \| Muntenegreni \| \| 14 \| 18,91% \| \| Bosniaci \| Bosniaci \| \| 3 \| 4,05% \| \| necunoscută \| necunoscută \| \| 2 \| 2,7% \| |              |  |    |        |
| Componența etnică conform recensământului din 2003 |              |  |    |        |
| |              |  |    |        |
| Sârbi | Sârbi        |  | 35 | 47,29% |
| Musulmani | Musulmani    |  | 20 | 27,02% |
| Muntenegreni | Muntenegreni |  | 14 | 18,91% |
| Bosniaci | Bosniaci     |  | 3  | 4,05%  |
| necunoscută | necunoscută  |  | 2  | 2,7%   |